# Adenilat-ciklaza
Adenilát-cikláza (EC 4.6.1.1), tudi adenilílcikláza (AC), je encim s ključno regulacijsko vlogo v skoraj vseh celicah. Je najbolj polifiletski med vsemi znanimi encimi: opisanih je šest razredov, ki vsi katalizirajo isto rekacijo, vendar si pripadajoče genske družine med seboj niso sorodne. Najbolj znan AC-razred je razred III ali AC-III. Ta se pojavlja v številnih evkariontih in ima pomembno vlogo v številnih človeških tkivih.
Vsi razredi AC katalizirajo pretvorbo ATP v 3',5'-ciklični AMP (cAMP) in pirofosfat. Za reakcijo morajo biti prisotni divalentni kationi (običajno Mg), za katere se domneva, da so neposredno vključeni v encimski mehanizem. cAMP, ki ga proizvede AC, ima vlogo regulacijskega signala in se poveže s specifičnimi vezavnimi beljakovinami, bodisi s transkripcijskimi faktorji ali z drugimi encimi (npr. od cAMP-odvisnimi kinazami).